# Operazione Blackcock
Operazione Blackcock fu il nome in codice di un'offensiva, sferrata nel gennaio 1945, dalle forze del British Army nel Limburgo orientale e al confine tra Paesi Bassi e Germania, nell'ambito dei più vasti scontri della campagna della Renania della seconda guerra mondiale.
L'operazione aveva come obiettivo l'eliminazione della più significativa sacca di resistenza rimasta in mano alla Wehrmacht a occidente del fiume Roer, tenuta da reparti del XII SS-Armeekorps del generale Günther Blumentritt; l'eliminazione di questo saliente rimasto nel fronte degli Alleati occidentali fu quindi affidato al XII Corps britannico del generale Neil Ritchie.
L'operazione iniziò il 15 gennaio 1945 con un attacco sulla sinistra del fronte tedesco, estendendosi poi il 18 gennaio con un attacco frontale nel settore centrale. Le forze britanniche incontrarono inizialmente una notevole resistenza a opera di reparti tedeschi trincerati nei piccoli villaggi della zona, molti dei quali dovettero essere espugnati uno per uno al termine di duri scontri; il tempo pessimo e i numerosi campi minati rallentarono non poco la progressione delle unità corazzate alleate. La resistenza tedesca iniziò a cedere tra il 22 e il 23 gennaio, sopraffatta dalla sproporzione di forze messa in campo dai britannici; per il 26 gennaio gli Alleati avevano completato l'eliminazione del saliente ed erano padroni della sponda occidentale del Roer.

## Antefatti
Alla fine del 1944, il fronte di guerra nei Paesi Bassi era ancorato per la maggior parte della sua estensione a ostacoli naturali come fiumi, torrenti e canali. Dopo aver completato la liberazione del Belgio nel settembre 1944, il 21st Army Group del generale Bernard Law Montgomery, composto principalmente di truppe britanniche e canadesi, si era spinto verso nord penetrando nei Paesi Bassi meridionali: il tentativo di ottenere uno sfondamento rapido e decisivo tramite un'operazione congiunta terrestre e aviotrasportata (l'operazione Market Garden) si era concluso con uno smacco, lasciando i britannici bloccati poco a nord di Nimega nella striscia di terreno compresa tra i fiumi Waal e Nederrijn, ma le forze canadesi avevano successivamente liberato gran parte della Zelanda nel corso della battaglia della Schelda (2 ottobre - 8 novembre) mentre i britannici avevano ripulito dai tedeschi il Brabante Settentrionale nell'ambito dell'operazione Pheasant (20 ottobre - 4 novembre), assicurando al controllo degli Alleati quasi tutto il territorio posto a sud del basso corso della Mosa. Sul fianco destro del 21st Army Group, l'operazione Aintree (30 settembre - 18 ottobre) aveva portato alla liberazione del Limburgo occidentale eliminando le ultime postazioni tedesche rimaste a ovest della Mosa, con il fiume divenuto la nuova linea del fronte tra tedeschi e britannici; più a sud, Maastricht e il Limburgo meridionale erano state liberate dai reparti statunitensi già alla metà di settembre, ma la successiva avanzata della Ninth United States Army oltre il confine tra Paesi Bassi e Germania si era infine arrestata in territorio tedesco lungo le sponde del fiume Roer alla fine di novembre.
In mezzo tra le truppe britanniche attestate sulla Mosa e quelle statunitensi attestate sul Roer, era rimasto in mano ai tedeschi nel Limburgo orientale un triangolo di territorio a occidente del Roer, avente come vertice settentrionale la cittadina di Roermond, come vertice occidentale quella di Sittard e come vertice orientale quella di Heinsberg; questa regione, denominata "triangolo del Roer" o "saliente di Heinsberg", era delimitata sui tre lati da altrettanti ostacoli d'acqua: a sud il torrente del Säffelen Beek (tributario della Mosa), a est i fiumi Roer e Wurm (tributario del primo) e a ovest il canale Juliana (parallelo al corso della Mosa). Dopo l'avvio della grande controffensiva tedesca nelle Ardenne il 16 dicembre 1944, il grosso delle forze statunitensi era stato richiamato più a sud e l'area del "triangolo del Roer" era venuta a ricadere completamente nella zona di competenza della Second Army britannica del generale Miles Dempsey: il XII Corps del generale Neil Ritchie si attestò lungo la sponda meridionale del Säffelen Beek mentre il VIII Corps del generale Evelyn Barker fronteggiava i tedeschi lungo il canale Juliana. Il comando del 21st Army Group iniziò quindi a stendere piani per l'occupazione della zona: il "triangolo" costituiva l'ultima posizione tedesca a occidente del Roer, e la sua eliminazione avrebbe consentito di accorciare la linea del fronte e risparmiare così l'impiego delle forze britanniche. Il 31 dicembre 1944 il XII Corps di Ritchie fu formalmente incaricato di stendere i piani operativi per l'occupazione del triangolo del Roer, sotto il nome in codice di "operazione Blackcock" ("Gallo nero" in lingua inglese).

## Piani e schieramenti

### I tedeschi

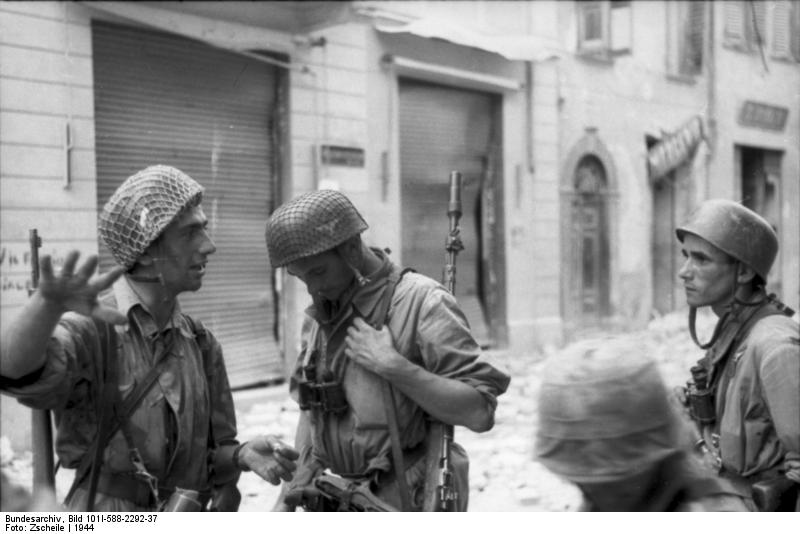
Un gruppo di paracadutisti tedeschi sul fronte olandese nel 1944: il soldato al centro ha equipaggiato il proprio fucile con un lanciagranate

Nel gennaio 1945 la 15. Armee tedesca presidiava il triangolo del Roer con il XII SS-Armeekorps del generale Günther Blumentritt (sostituito, il 20 gennaio, dal generale Fritz Bayerlein); il corpo d'armata si componeva di due divisioni di fanteria: la 176. Infanterie-Division schierata sulla destra della linea tedesca e la 183. Volksgrenadier-Division sulla sinistra. Entrambe le divisioni erano a ranghi ridotti, avendo subito pesanti perdite negli scontri precedenti con gli Alleati, anche se la 183. Division in particolare era stata in parte ricostruita con un afflusso regolare di rimpiazzi; non è del tutto chiaro di quanta artiglieria d'appoggio disponessero le unità tedesche schierate nel triangolo, ma varie stime indicano un totale di 90 cannoni da campagna, 36 cannoni medi e 18 pezzi anticarro, alcuni dei quali installati in semoventi. Come rinforzo, infine, era stato collocato nei dintorni di Roermond il Fallschirmjäger-Regiment Hübner: inizialmente un'unità d'addestramento del corpo dei paracadutisti tedeschi (Fallschirmjäger), il reggimento era stato trasformato in unità da combattimento nel settembre 1944 e subito spedito al fronte per contenere lo sfondamento britannico nei Paesi Bassi.
I tedeschi avevano allestito tre linee di difesa nel triangolo. La prima correva lungo l'argine settentrionale del Säffelen Beek (abbastanza profondo per costituire esso stesso un ostacolo per i carri armati), dal villaggio di Lindern (oggi un quartiere di Geilenkirchen) in Germania fino a quello di Roosteren nei Paesi Bassi, dove la linea piegava verso nord lungo la sponda del canale Juliana e della Mosa fino a Roermond; la seconda linea difensiva, più arretrata, partiva da Uetterath in Germania e attraversava i villaggi di Braunisprath e Waldpfeucht fino a raggiungere il canale Juliana all'altezza della cittadina olandese di Echt; la terza linea, più ridotta, correva tra i villaggi di Dremmen e Haaren coprendo gli accessi alla cittadina tedesca di Heinsberg. Queste linee consistevano principalmente in trincee, postazioni per armi pesanti, sbarramenti di filo spinato e campi di mine, ma verso est si ricollegavano ai bunker e alle fortificazioni di frontiera tedesche della Linea Sigfrido prebellica, concentrate principalmente nella valle del fiume Roer tra Heinsberg e Linnich. I villaggi della zona erano stati trasformati in capisaldi difensivi, e in particolare i centri di Echt, Montfort e Schilberg sul canale Juliana erano stati dotati di difese a 360°; Roermond era stata trasformata in un caposaldo molto fortificato, con a sud dell'abitato due fossati anticarro coperti da trincee per la fanteria e sbarramenti di filo spinato.

### Gli Alleati

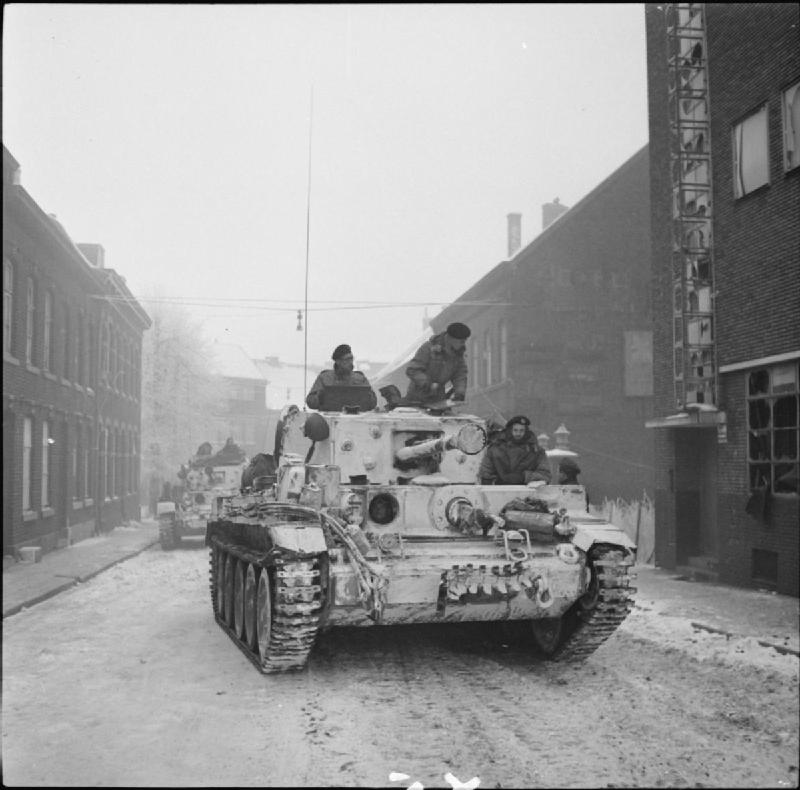
Una colonna di carri Mk VIII Cromwell della 7th Armoured Division in marcia nelle strade di una cittadina olandese nel gennaio 1945

Affiancato a nord dal VIII Corps britannico e a est dal XIII Corps statunitense, il XII Corps di Ritchie avrebbe assaltato il triangolo del Roer con una forza di tre divisioni: da ovest verso est, la 7th Armoured Division, la 52nd (Lowland) Infantry Division e la 43rd (Wessex) Infantry Division. La 79th Armoured Division britannica avrebbe contribuito all'operazione con distaccamenti di mezzi corazzati speciali, come i "Crab" (un carro armato M4 Sherman dotato di equipaggiamento sminatore a flagello), i "Petard" (carri AVRE equipaggiati di un mortaio da 290 mm per la distruzione di ostacoli fissi) e i "Crocodile" (un carro Mk IV Churchill armato di lanciafiamme); il 1st Armoured Personnel Carrier Regiment del Canadian Armoured Corps, aggregato alla 7th Armoured Division, avrebbe fornito trasporto blindato alla fanteria britannica con i suoi veicoli Kangaroo. Una grossa concentrazione di artiglieria, comprendente anche pezzi del VIII Corps britannico sulla sinistra e del XIII Corps statunitense sulla destra, avrebbe appoggiato l'assalto del XII Corps: in totale, gli Alleati mettevano in campo otto reggimenti di artiglieria campale, sei reggimenti di artiglieria media e alcuni pezzi di artiglieria pesante; la 1st Rocket Battery canadese avrebbe contribuito al fuoco di sbarramento con i suoi lanciarazzi Mattress, da poco entrati in servizio.
Il territorio del triangolo era solo leggermente ondulato, e coperto da alcuni boschi sparsi nella parte centrale. A partire da Sittard a sud, città già in mano ai britannici, si dipanavano due strade principali: la prima passava per il villaggio di Hongen (il cui ponte sul Säffelen Beek era già stato fatto saltare in aria dai tedeschi) e raggiungeva Heinsberg a est; la seconda passava per Susteren e raggiungeva Roermond più a nord. Vista la presenza dei bunker della Linea Sigfrido sulla destra dei britannici, l'offensiva sarebbe partita sulla sinistra con un attacco dei mezzi corazzati della 7th Armoured in direzione di Susteren; una volta fatto breccia nel fronte tedesco, la divisione si sarebbe spinta in direzione nord verso Roermond e verso est alle spalle delle difese tedesche sul Säffelen Beek. La 52nd Division avrebbe quindi attaccato al centro della linea tedesca, al fine di prendere Hongen e aprire la strada in direzione di Heinsberg, il suo obiettivo finale; la 43rd Division avrebbe condotto azioni d'appoggio all'offensiva sulla destra, muovendo in direzione del villaggio di Waldenrath attraverso la breccia nel fronte tedesco creata dalla 52nd Division per poi proseguire verso Dremmen sulle rive del fiume Wurm e quindi andare a occupare il villaggio di Lindern, il suo obiettivo finale.

## L'operazione

### Settore della 7th Armoured Division

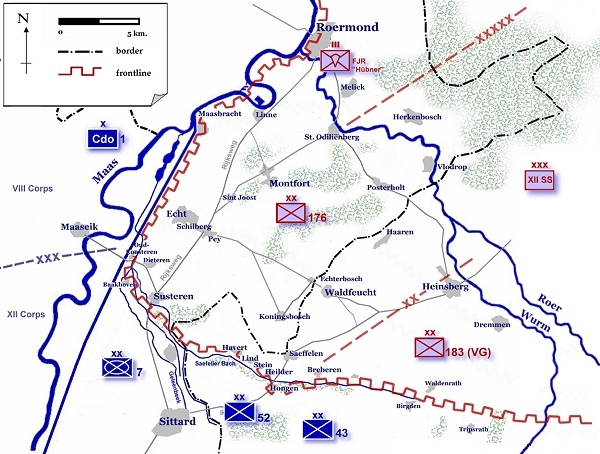
Carta del "triangolo del Roer" con indicata la linea del fronte a inizio battaglia e la posizione delle unità britanniche (blu) e tedesche (rosso)

L'inizio dell'operazione Blackcock dovette essere rinviato a causa delle pessime condizioni meteo, caratterizzate nella regione da nevicate e nebbia fitta. Come azione preliminare all'offensiva vera e propria, il 15 gennaio una compagnia del 1/5th Battalion, Queen's Royal Regiment, attaccò il villaggio di Bakenhoven all'estrema sinistra della linea del fronte tenuta dalla 7th Armoured Division: lo scopo era quello di mettere in sicurezza il sito per la costruzione di un ponte sul torrente Vloed Beek, un tributario del Säffelen Beek a sud-ovest del villaggio, e di garantire alla divisione una migliore linea di partenza in vista dell'operazione. Appoggiata dai carri "Crab" per aprirsi un varco nei campi minati difensivi dei tedeschi, la fanteria britannica prese il villaggio e respinse anche, con scontri corpo a corpo, un contrattacco nemico volto a riprenderlo.
L'avvio dell'offensiva della 7th Armoured Division era inizialmente previsto per le 21:00 di quello stesso 15 gennaio al fine di consentire ai genieri di allestire il ponte nelle vicinanze di Bakenhoven con la copertura del buio, ma il tempo peggiorò notevolmente e alla fine Ritchie spostò l'inizio di Blackcock alle 07:30 del 16 gennaio. La spinta iniziale fu affidata alla 131st Infantry Brigade: il 9th Battalion, Durham Light Infantry, prese il suo primo obiettivo, il villaggio di Dieteren a nord di Bakenhoven, alle 10:45 dopo aver incontrato una resistenza debole e costituita principalmente da fuoco di mortai; 25 soldati tedeschi furono fatti prigionieri a Dieteren. L'allestimento del ponte di Bakenhoven fu ostacolato per tutta la giornata dal fuoco a lunga gittata dell'artiglieria tedesca, causando varie perdite di uomini e materiali ai Royal Engineers che vi stavano lavorando; dopo aver respinto un tentativo di contrattacco tedesco nella notte tra il 16 e il 17 gennaio, i britannici aprirono quindi il ponte al traffico alle prime luci del 17 gennaio. La fanteria del 1/5th Queen's attraversò il torrente e mosse sul suo obiettivo, il villaggio di Susteren: i britannici penetrarono facilmente alle 06:30 nella porzione settentrionale dell'abitato, ma i tedeschi contrattaccarono velocemente con una forza delle dimensioni di un battaglione appoggiata da due carri armati e due cannoni d'assalto; l'azione degenerò in scontri molto pesanti, e fu risolta a favore dei britannici solo dopo l'arrivo, un'ora più tardi, dei primi carri armati del 1st Royal Tank Regiment. Ripulire Susteren dai resti della guarnigione tedesca richiese più tempo del previsto e solo alle 15:00 il villaggio, salvo che per una sua piccola porzione, era caduto in mano ai britannici; 60 prigionieri tedeschi furono presi al termine degli scontri.
Nel frattempo, alle 10:45 il 2nd Battalion, Devonshire Regiment, attraversò il torrente e iniziò a muovere verso nord oltre Dieteren in due colonne, con i fanti britannici imbarcati sui veicoli Kangaroo canadesi e l'appoggio dei carri armati del 1st Royal Tank Regiment. L'avanzata della colonna di sinistra, inizialmente rallentata solo dalle strade fangose e dai campi minati, si spinse fino a Echt, dove i britannici misero piede alle 18:30; la ripulitura del centro dalle sacche di resistenza nemiche fu però portata a termine solo verso mezzanotte dopo duri scontri. La colonna di destra si trovò invece bloccata da un centro di resistenza tedesco a nord-est di Susteren, piazzato proprio in mezzo alla strada principale per Roermond: i carri britannici non erano in grado di manovrare fuori strada a causa del fango, mentre i tedeschi erano ben trincerati e appoggiati da cannoni d'assalto; gli scontri nella zona proseguirono per tutto il pomeriggio, la notte e fino alle prime luci del 18 gennaio. Alle 06:30 di quel 18 gennaio la colonna di sinistra del 2nd Devonshire uscì da Echt e attaccò il villaggio di Schilberg poco più a est: nonostante l'appoggio dei carri lanciafiamme "Crocodile", tuttavia, i britannici non riuscirono a catturare il villaggio fino a quel pomeriggio. Raggiunta da unità di rinforzo, la colonna di destra riuscì infine a superare il blocco stradale tedesco alle 12:30, ma l'avanzata procedette a rilento a causa dei campi minati e degli agguati dei cannoni d'assalto tedeschi; le due colonne del 2nd Devonshire si riunirono quindi a Schilberg nella notte tra il 18 e il 19 gennaio, per poi respingere due forti contrattacchi tedeschi appoggiati da mezzi corazzati.

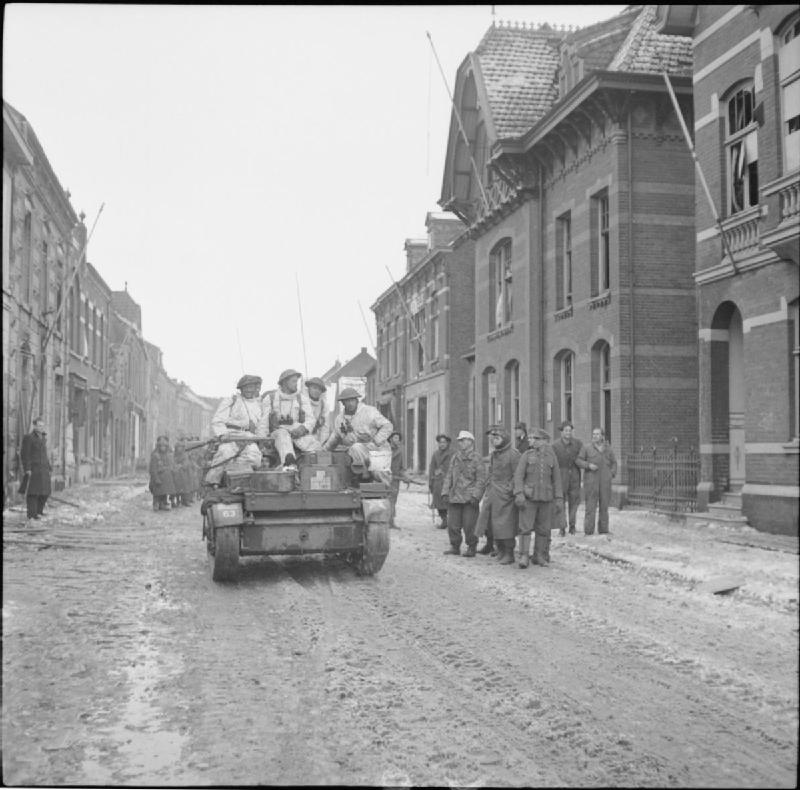
Fanti della 7th Armoured Division, dotati di equipaggiamento invernale e imbarcati su un trasporto Universal Carrier, superano un gruppo di prigionieri tedeschi nelle strade di Echt il 18 gennaio 1945

Con la strada tra Sittard ed Echt in sicurezza e nuovi ponti gettati dai genieri britannici, nel pomeriggio del 18 gennaio l'8th Armoured Brigade risalì verso nord fino a Schilberg, per poi piegare verso est divisa in quattro colonne e dirigere per prendere alle spalle le difese tedesche sul Säffelen Beek. Il primo obiettivo, il villaggio di Koningsbosch, fu raggiunto alle prime luci del 19 gennaio e quindi preso dopo uno scontro che lasciò 50 prigionieri in mano ai britannici; il proseguimento dell'avanzata verso il successivo obiettivo, il villaggio di Waldfeucht, fu tuttavia rallentato e infine bloccato dai campi minati, dalle campagne fangose che limitavano i movimenti fuori strada e dalle continue imboscate della fanteria e dei cannoni d'assalto tedeschi, nascosti nei boschi più a nord. Constatato che l'avanzata lungo questo asse non era possibile, nella notte tra il 19 e il 20 gennaio l'8th Armoured Brigade lasciò Koningsbosch in mano ai primi reparti della 52nd Division in arrivo da sud e tornò indietro sulla strada percorsa.
L'avanzata britannica riprese verso nord da Echt nel pomeriggio del 20 gennaio da parte dell'appena sopraggiunta 22nd Armoured Brigade. L'obbiettivo di giornata era di raggiungere l'abitato di Montfort, dove si riteneva si fosse attestato il grosso dei tedeschi, ma l'avanzata britannica si bloccò già a mezza strada tra Echt e Montfort nei pressi del villaggio di Sint Joost: appoggiata dai carri lanciafiamme "Crocodile", la fanteria del 1st Battalion, Rifle Brigade, si scontrò con circa 200 tedeschi sostenuti da cannoni d'assalto, due compagnie del Fallschirmjäger-Regiment Hübner arrivate di rinforzo da Roermond quella mattina. La battaglia per il possesso di Sint Joost proseguì per ore, lasciando il piccolo villaggio completamente distrutto: i primi assalti dei britannici furono respinti nel corso di scontri casa per casa proseguiti anche di notte, obbligando la 22nd Armoured Brigade a far affluire alcune compagnie del 9th Durham Light Infantry in rinforzo. Solo al quarto assalto i britannici riuscirono ad assicurarsi completamente, alle 19:30 del 21 gennaio, il possesso delle rovine di Sint Joost; la battaglia costò ai britannici 67 tra morti e feriti e otto carri messi fuori combattimento, mentre i paracadutisti tedeschi lasciarono sul terreno più di 100 morti, 60 prigionieri e tre cannoni d'assalto distrutti.

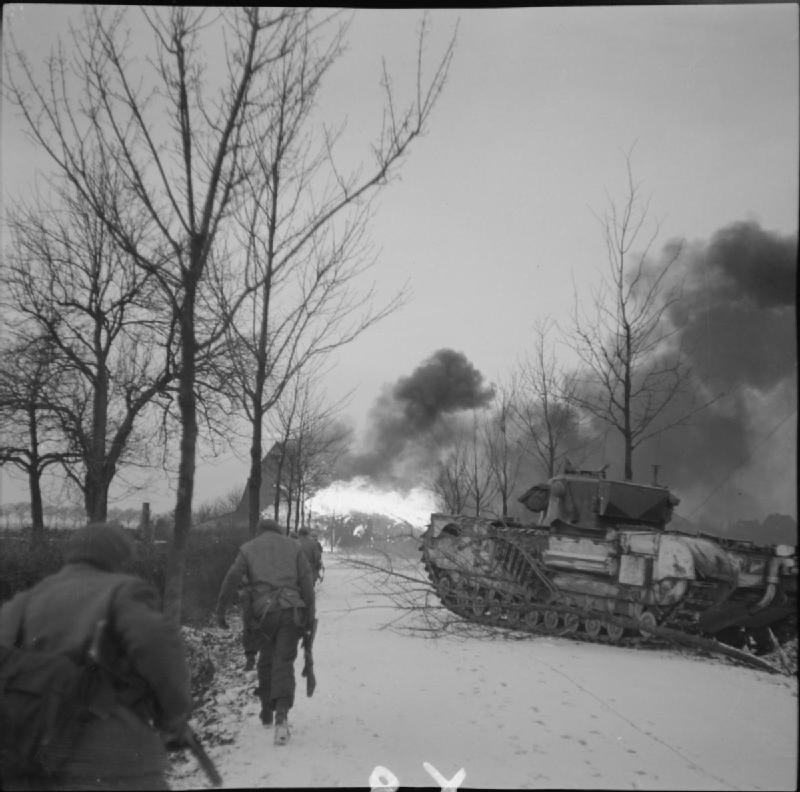
Carri Churchill lanciafiamme ("Crocodile") coprono l'avanzata dei fanti della Rifle Brigade durante gli scontri a Sint Joost

Dopo la presa di Sint Joost, la 7th Armoured Division riorganizzò il suo schieramento in vista della successiva avanzata: la 22nd Armoured Brigade avrebbe proseguito la spinta verso Montfort al centro, la 131st Brigade fu spostata verso est a cavallo della strada tra Schilberg e Waldfeucht per proteggere il fianco destro mentre la sopraggiunta 1st Commando Brigade si sarebbe mossa da Echt alla volta di Linne parallelamente alla Mosa, per coprire il fianco sinistro. La marcia dei britannici riprese il 22 gennaio: dopo un'avanzata rallentata solo dai campi minati e dalle distruzioni operate dal nemico, la 22nd Armoured Brigade trovò il successivo blocco tedesco quella sera nei pressi del villaggio di Aandenburg, venendo coinvolta in scontri anche pesanti proseguiti per tutta la notte e per gran parte del 23 gennaio; solo dopo che la fanteria britannica ebbe ripulito dal nemico i boschi a nord il villaggio cadde in mano alla brigata nelle prime ore del 24 gennaio. Il 1/5th Queen's si spinse quindi in avanti ed entrò quella mattina stessa nel vicino abitato di Montfort: dal 19 gennaio precedente il villaggio era stato oggetto di sette pesanti bombardamenti da parte delle forze aeree anglo-canadesi, e praticamente tutte le sue 250 abitazioni erano state ridotte in macerie con la morte di 186 locali civili olandesi; Montfort cadde facilmente in mano ai britannici quello stesso 24 gennaio a fronte solo di una debole resistenza. Nel frattempo, la 1st Commando Brigade era avanzata lungo la sponda orientale del canale Juliana e quel 24 gennaio sferrò l'attacco al villaggio di Linne: gli scontri per il possesso dell'abitato furono duri, e solo alle 10:15 del 25 gennaio Linne cadde completamente in mano ai britannici. L'avanzata della 131st Brigade fu meno contrastata pur dovendo affrontare sempre l'insidia dei campi minati e degli agguati dei cannoni d'assalto tedeschi; alle prime luci del 25 gennaio, la brigata era attestata nei pressi del villaggio di Putbroek.
Dopo questi ultimi scontri il proseguimento dell'avanzata dei reparti della 7th Armoured Division incontrò una resistenza tedesca molto più debole, messa in atto principalmente da distaccamenti isolati rimasti separati dal grosso delle loro unità: per il 26 gennaio la 131st Brigade aveva messo in sicurezza il villaggio di Posterbolt sulla destra, mentre la 22nd Armoured Brigade si era spinta oltre Montfort verso il villaggio di Sint Odilienberg sulle rive del Roer. Per il 27 gennaio la 7th Armoured Brigade aveva il controllo della riva occidentale del Roer, fatta eccezione per una piccola testa di ponte tedesca a sud di Roermond e di un'altra nei pressi del villaggio di Vlodrop più a monte.

### Settore della 52nd Infantry Division

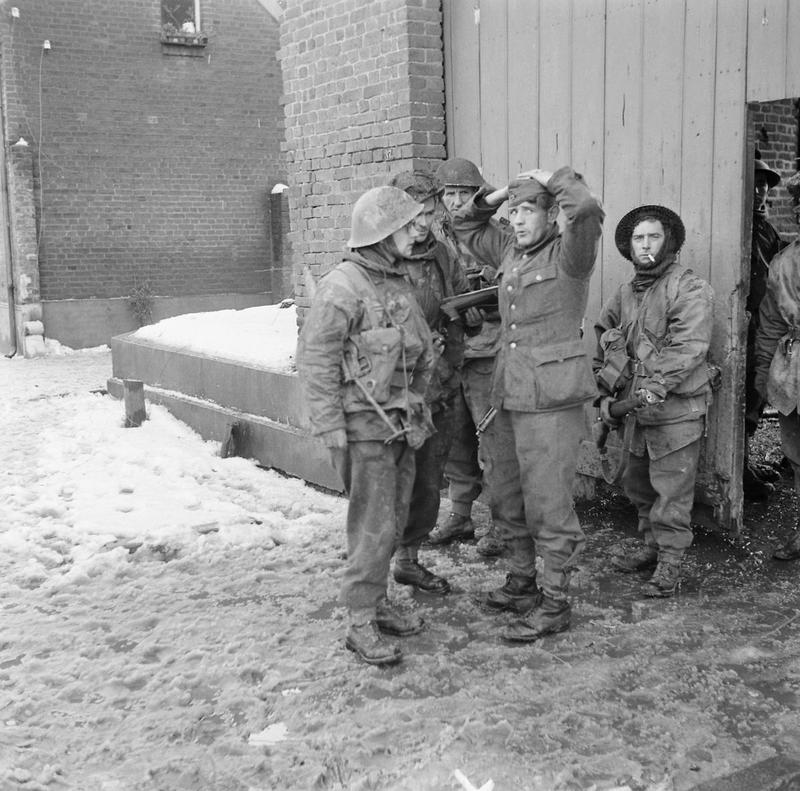
Fanti della 52nd Division interrogano un prigioniero tedesco al termine degli scontri per il possesso del villaggio di Stein il 18 gennaio 1945

La 52nd Infantry Division diede inizio ai suoi attacchi sul Säffelen Beek alle 06:30 del 18 gennaio, appoggiata da una massiccia concentrazione di artiglieria alleata; la 156th Infantry Brigade guidava la spinta iniziale dell'attacco. Per le 08:40 un primo ponte era stato lanciato sopra il corso del torrente ma i primi carri armati che lo attraversarono si ritrovarono ben presto bloccati nel terreno melmoso, lasciando la fanteria britannica priva di supporto corazzato mentre affrontava la resistenza tedesca nei villaggi di Lind e Stein, massicciamente fortificati: i due abitati furono presi dopo diverse ore di scontri, che costarono ai britannici 75 tra morti e feriti. Dopo aver stabilito una prima testa di ponte oltre il Säffelen Beek, la 156th Brigade allargò progressivamente il suo perimetro prendendo a mezzogiorno il villaggio di Havert sulla sinistra e spingendosi a sera verso i villaggi di Heilder e Schalbruch sulla destra, per poi attaccare da dietro l'abitato di Hongen; qui i genieri poterono allestire un nuovo ponte in sostituzione di quello fatto saltare in aria dai tedeschi, aprendo al traffico britannico la strada da Sittard ad Heinsberg.
L'avanzata della 156th Brigade proseguì il 19 gennaio, nonostante l'opposizione di varie sacche di resistenza tedesche e degli onnipresenti campi minati disseminati un po' ovunque: il villaggio di Saeffelen a nord fu preso a mezzogiorno e quello di Breberen a est fu messo in sicurezza poco prima del calare del buio, mentre nel corso della notte tra il 19 e il 20 gennaio elementi della brigata si ricongiunsero a Koningsbosch ai corazzati dell'8th Armoured Brigade arrivati da ovest; furono raccolti diversi prigionieri tedeschi, spesso soldati traumatizzati dai pesanti bombardamenti dell'artiglieria e soprattutto dei lanciarazzi alleati, rivelatisi un'arma dai pesanti effetti psicologici. La 157th Infantry Brigade fu quindi portata in linea sulla destra della 156th Brigade e, la mattina del 20 gennaio, sferrò un assalto al villaggio di Bocket: grazie al massiccio supporto di artiglieria, carri sminatori e lanciafiamme i britannici presero il villaggio abbastanza facilmente catturando anche 83 soldati tedeschi. La 155th Infantry Brigade fu quindi immessa in linea al centro, lanciando un'avanzata notturna verso nord con l'appoggio della luce delle batterie di proiettori da ricerca riflessa dalle nubi in cielo; l'attacco notturno fu un successo e il villaggio di Waldfeucht venne catturato alle 03:00 del 21 gennaio dopo aver superato una resistenza abbastanza leggera. Mentre i britannici si consolidavano, alle 06:30 i tedeschi sferrarono un contrattacco per riprendere Waldfeucht, subito respinto; i britannici occuparono alle 07:00 anche il vicino villaggio di Echterbosch, ma subirono poco dopo un nuovo contrattacco da una forza tedesca delle dimensioni di un battaglione appoggiata da 15 cannoni d'assalto e sei carri pesanti Tiger: il 5th Battalion, King's Own Scottish Borderers difese con successo i due villaggi, respingendo l'attacco e mettendo fuori combattimento due Tiger con il fuoco di pezzi anticarro Ordnance QF 6 lb. Nel frattempo, nel corso del 21 gennaio la 156th Brigade appoggiata dai carri "Crocodile" aveva catturato senza troppa difficoltà il villaggio di Selsten respingendo poi un debole contrattacco tedesco lanciato quella notte, mentre la 157th Brigade sulla destra aveva messo in sicurezza i villaggi di Hontem e Frilinghoven.

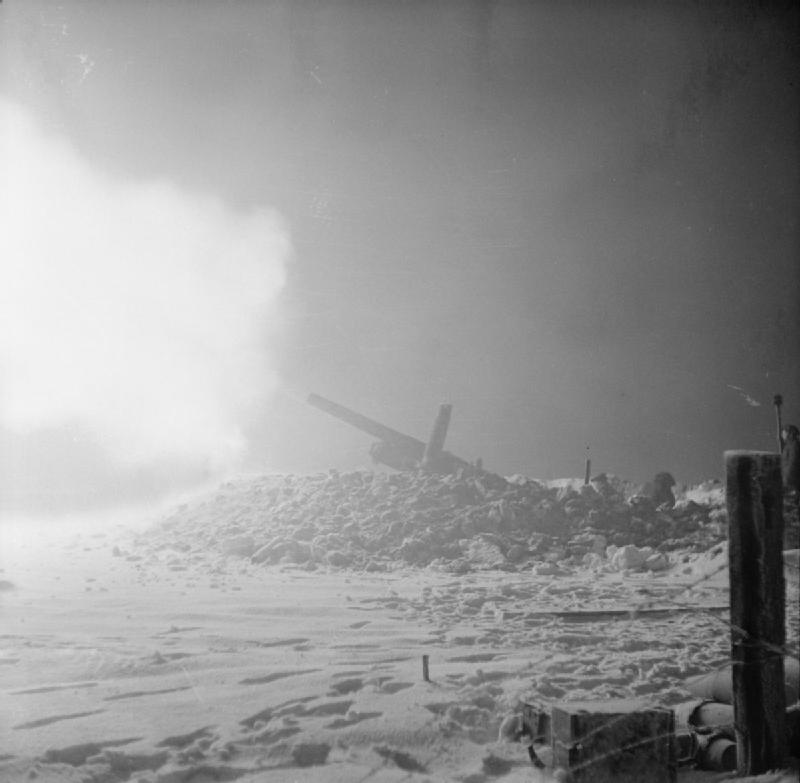
Artiglieria britannica in azione sul fronte davanti Sittard nel gennaio 1945

Nel corso del 22 e del 23 gennaio le unità della 52nd Division proseguirono l'avanzata verso nord-est in direzione del Roer, mettendo rapidamente in sicurezza il territorio davanti all'ultima linea trincerata tedesca posta a protezione di Heinsberg; i villaggi della zona furono presi incontrando solo poca resistenza, e diversi prigionieri tedeschi vennero catturati dai britannici. La conquista di Heinsberg fu affidata alla 155th Brigade tramite una manovra accerchiante di due colonne di truppe sostenute dall'artiglieria e dai carri lanciafiamme; l'abitato di Heinsberg era da giorni oggetto di bombardamenti da parte dei velivoli alleati nonché dell'artiglieria a lunga gittata britannica e statunitense. L'attacco scattò la mattina del 24 gennaio: la difesa si dimostrò debole e i britannici misero rapidamente piede dentro l'abitato di Heinsberg, dove 180 soldati tedeschi furono presi prigionieri; il fuoco dei mortai tedeschi tenne fino a metà pomeriggio sotto tiro costante i britannici entrati a Heinsberg, ma due contrattacchi appoggiati da carri e cannoni d'assalto furono rapidamente respinti dal fuoco dell'artiglieria alleata, con un carro Tiger messo fuori combattimento da un semovente britannico. Nel frattempo, a nord-ovest di Heinsberg la 156th Brigate catturò senza colpo ferire il villaggio di Haaren, dopo che pattuglie da ricognizione avevano rilevato il suo sgombero da parte dei tedeschi; vari segnali indicavano che i tedeschi stavano ormai mettendo in atto una ritirata dietro il Roer. Per il 25 gennaio i britannici condussero avanzate praticamente incontrastate nella zona alle spalle di Heinsberg fino a raggiungere la sponda occidentale del Roer: i villaggi della zona furono tutti occupati a fronte di una resistenza insignificante, e diversi sbandati tedeschi vennero presi prigionieri.

### Settore della 43rd Infantry Division
Schierata alla destra del XII Corps, la 43rd Infantry Division iniziò le operazioni il 20 gennaio quando la sua 129th Infantry Brigade occupò il villaggio di Breberen, sgombrato dai tedeschi, in congiunzione con le unità della 156th Brigade della 52nd Division; il ponte di Breberen sopra il Säffelen Beek fu preso intatto, e la brigata si spinse quindi verso nord catturando il villaggio di Langbroich senza incontrare opposizione. La 130th Infantry Brigade passò il torrente e si unì all'avanzata il 21 gennaio, ostacolata più che altro dalle strade ghiacciate che facevano slittare i veicoli britannici; il 22 gennaio la 129th Brigade catturò il villaggio di Waldenrath e la 130th Brigade quello di Put a fronte di una resistenza debole, prendendo prigionieri 200 soldati tedeschi e mettendo fuori uso un cannone d'assalto nemico. Cacciabombardieri britannici attaccarono le retrovie tedesche nei pressi dei villaggi di Schleiden e Uetteraath: a Schleiden gli attacchi aerei causarono una tremenda esplosione che distrusse gran parte del villaggio, ma i velivoli della RAF furono accolti da un pesante fuoco antiaereo sopra Uetteraath perdendo tre apparecchi.
Il 23 gennaio la 129th Brigade continuò a spingersi in avanti, prendendo al termine di brevi scontri i villaggi di Straeten, Scheifemdpail ed Erpen: il fuoco dei cannoni d'assalto tedeschi mise fuori uso tre carri Churchill britannici, ma più di 400 soldati tedeschi tra cui un comandante di reggimento con il suo stato maggiore furono presi prigionieri; il morale delle truppe tedesche si rivelò molto basso, con molti uomini psicologicamente abbattuti dal fuoco dell'artiglieria alleata e dalla evidente superiorità di mezzi messa in campo dai britannici. Il 24 gennaio la 129th Brigade prese i villaggi di Schleiden e Uetteraath al termine di scontri piuttosto brevi, dopo di che la resistenza tedesca nel settore della divisione divenne praticamente inesistente: le avanzate britanniche nell'area furono portate a termine senza opposizione e, per il 26 gennaio, anche la 43rd Division aveva raggiunto la sponda occidentale del Roer, concludendo l'operazione Blackcock.

## Conseguenze
L'operazione alleata volta a eliminare l'ultima sacca di resistenza tedesca a occidente del Roer era stata completata con successo e nei tempi previsti, anche se le perdite riportate dalle unità britanniche non furono trascurabili: nel corso delle operazioni tra il 15 e il 26 gennaio 1945, la 7th Armoured Division ebbe 400 perdite tra morti, feriti e prigionieri, oltre a dieci carri distrutti dal fuoco nemico, altri dieci danneggiati in combattimento e 23 bloccati da guasti meccanici; la 52nd Division riportò vittime più elevate, pari a 752 perdite in combattimento (101 morti e 651 feriti) oltre a 258 uomini evacuati perché gravemente ammalati. Le perdite riportate dalla 43rd Division non sono registrate, ma furono leggere a fronte della minore resistenza nemica incontrata. Le perdite tedesche in morti e feriti non sono mai state determinate con precisione, ma i britannici catturarono 2 310 soldati nemici nel corso dell'operazione: 490 nel settore della 7th Armoured Division, 1 220 in quello della 52nd Division e almeno 600 in quello della 43rd Division. Tre carri pesanti Tiger e un certo numero di cannoni d'assalto tedeschi furono messi fuori uso nel corso dei combattimenti.
Lo sgombero del triangolo del Roer segnò l'inizio delle operazioni belliche degli Alleati volte a schiacciare le forze tedesche attestate in Renania e guadagnare il controllo di tutta la sponda occidentale del Reno, l'ultimo significativo ostacolo naturale che sbarrava l'ingresso al cuore della Germania da parte degli eserciti occidentali. Due settimane dopo la conclusione di Blackcock, l'8 febbraio 1945 la First Canadian Army sferrò un assalto su vasta scala alle difese tedesche nel nord della Renania (operazione Veritable), avanzando nel difficile teatro della foresta della Reichswald al confine tedesco-olandese. La Second Army britannica fu posta in riserva dietro la Mosa per prepararsi in vista del forzamento della linea del Reno, lasciando il fronte lungo il Roer alla responsabilità della Ninth Army statunitense; dopo aver atteso che il livello delle acque del fiume, ingrossato a causa dell'apertura delle dighe più a monte, calasse a sufficienza, il 23 febbraio i reparti statunitensi lanciarono un attraversamento d'assalto del Roer lungo un vasto fronte tra Linnich e Jülich (operazione Grenade), sfondando le difese allestite lungo il fiume e dilagando rapidamente nelle retrovie dei tedeschi. L'operazione Grenade portò infine alla liberazione delle ultime porzioni del Limburgo ancora occupate dai tedeschi: il 1º marzo reparti statunitensi entrarono senza colpo ferire a Venlo e Roermond, abbandonate dai tedeschi in precipitosa ritirata alla volta del Reno.